# Bjegovići
Bjegovići (în sârbă Бјеговићи) este un sat din comuna Višegrad, Republica Srpska, Bosnia și Herțegovina. În anul 2013 avea o populație de 5 locuitori.

## Demografie
|           | 1971        | 1981        | 1991        | 2013       |
| Populație | 83 (100,0%) | 69 (100,0%) | 37 (100,0%) | 5 (100,0%) |
| Sârbi     | 83 (100,0%) | 66 (95,65%) | 37 (100,0%) | -          |
| Alți      | -           | 3 (4,348%)  | -           | -          |